# Bundling
Bundling (von engl. bundle = Bündel) ist ein Brauch, der bis in das 19. Jahrhundert im Nordosten der USA verbreitet war. Er erlaubte es einem unverheirateten jungen Paar, eine Nacht im selben Bett zu verbringen, ohne dass es dabei zu körperlichem Kontakt kam.
Der Brauch stammte nach widersprüchlichen Angaben von den Britischen Inseln oder aber aus Holland. Ein an einer unverheirateten Frau interessierter Junggeselle konnte mit Einwilligung der Eltern eine Nacht mit der Umworbenen verbringen, um sich mit ihr auszusprechen. Außerehelicher Körperkontakt oder gar Geschlechtsverkehr war jedoch im konservativ-protestantisch geprägten Nordamerika der Kolonialzeit verpönt. Um derartige Anwandlungen zu unterbinden, wurde entweder ein Brett, das bundling board, zwischen die beiden voll bekleideten Liebenden gelegt, oder aber sie wurden von den Eltern wie in einem Schlafsack in das Bettzeug eingenäht und am nächsten Morgen wieder „befreit“. Diese Vorkehrungen waren aber nicht immer ausreichend, um die Fleischeslust zu bändigen, wie einige Gerichtsurteile aus dem 19. Jahrhundert belegen, die sich mit außerehelichen Schwangerschaften als Folge von bundling-Nächten befassten. Schon Washington Irving witzelte 1809 in seiner Humoristischen Geschichte der Stadt New York über die Folgen dieses Yankee-Brauchs in Connecticut:

„Diesem patenten Brauch rechne ich die beispiellose Vermehrung des Yankee-Stammes an; denn es ist eine von Gerichtsakten und Pfarrregistern verbürgte Tatsache, dass wo immer der Brauch des Bundlings verbreitet war, dem Staate jährlich eine erstaunliche Anzahl Bälger beschert werden, ohne den Segen von Gesetz oder Kirche. Es ist nachgerade erstaunlich, dass der gelehrte Malthus diesen außerordentlichen Umstand in seiner Abhandlung über die Bevölkerung übersehen hat.“

Der Brauch war im puritanisch geprägten Neuengland bis in das frühe 19. Jahrhundert verbreitet, hielt sich in ländlichen Gegenden aber noch länger. Bei konservativen Gruppen der Amischen ist das Bundling bis heute lebendig.
Einen Verweis auf den Brauch findet sich im Hollywood-Film Der Patriot, der zur Zeit des Amerikanischen Unabhängigkeitskrieges spielt.